# 卢森堡主义

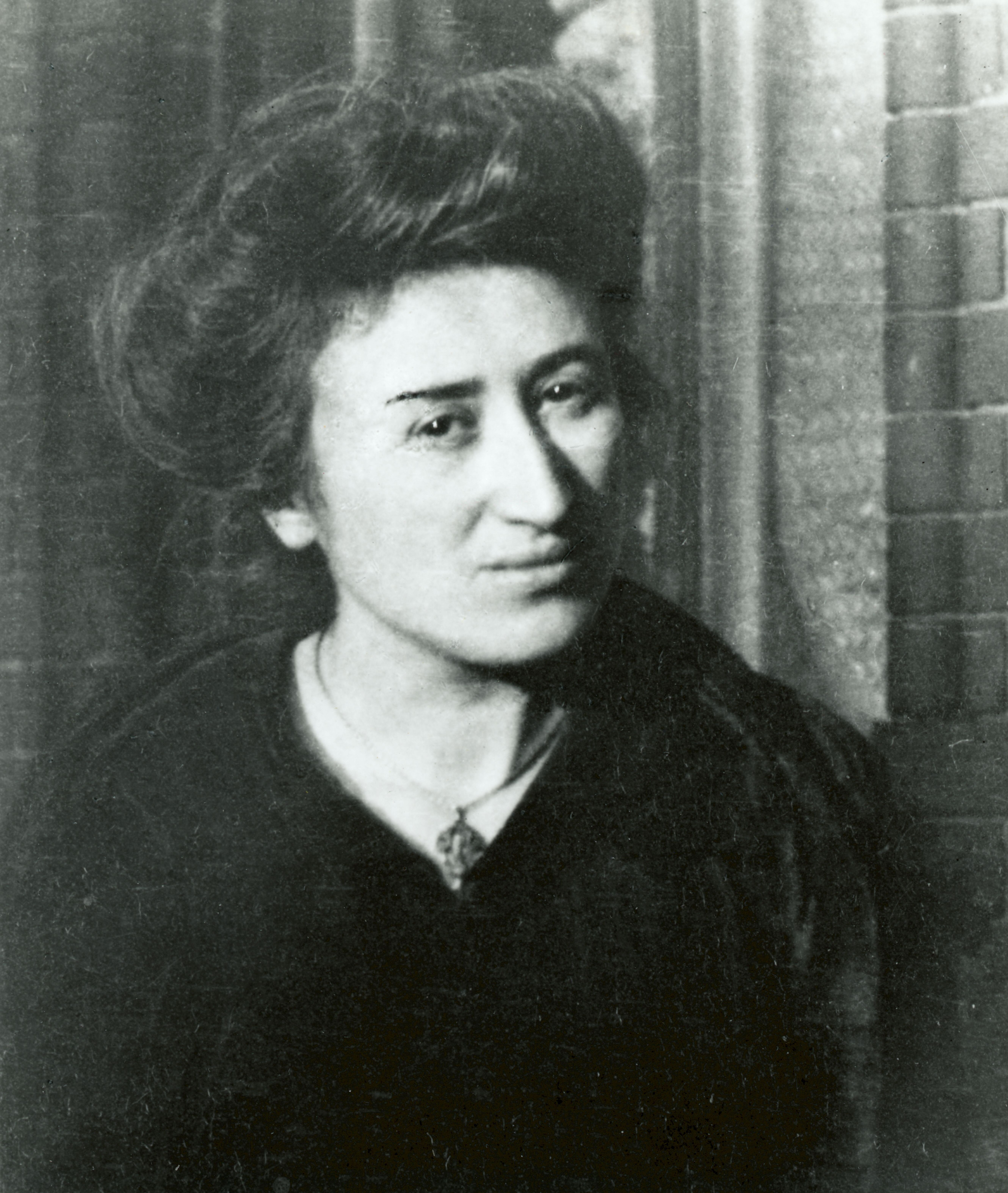
罗莎·卢森堡

卢森堡主义（英語：Luxemburgism）是一种马克思主义革命理论，基于罗莎·卢森堡的著作中体现的政治思想而形成。这个词最初是由布尔什维克领导人在谴责卢森堡的追随者偏离传统的列宁主义时使用，但现在这个词已经被她的追随者用以自我描述，他们认为卢森堡主义比列宁主义更接近“正统的马克思主义”。
罗莎·卢森堡早在1904年就批评了列宁所提倡的民主集中制，认为这是“极端的集中主义”、“无情的集中主义”。1918年，她又在《论俄国革命》中强烈批判布尔什维克党对政治自由的限制，预见性地警告他们的军事共产主义政策将会走向独裁。罗莎·卢森堡主张无产阶级专政，但反对一党专政。在此方面，她撰写了文章《自由的定论》。
另一方面，罗莎·卢森堡也对以伯恩施坦、考茨基为代表的修正主义思潮作尖锐批评，反对其主张的抛弃资本主义崩溃论，以及在资产阶级宪政民主框架下进行议会斗争的观点，称之为“把社会改良从阶级斗争的一个手段变成阶级斗争的目的”。在此方面，她撰写了文章《社会改良还是社会革命？》。
和罗莎·卢森堡一样，卢森堡主义者既认同俄国革命的意义，也出自于对集权主义的批判而对后来的斯大林主义高度集权的政治实践和理论进行了严厉批判。

## 相关政党
- 波斯尼亚和黑塞哥维那工人共产党
- 德国共产党（已消亡）
- 俄罗斯左翼集团（已消亡）
- 希腊罗莎团体（已消亡）
- 印度共产主义马克思主义党（已消亡）
- 日本社会主义青年同盟解放派（已消亡）
  - 革命的劳动者协会（社会党社青同解放派）
    - 革命的劳动者协会（解放派）

  - 争取革命的劳动者党建设解放派全国协议会（已消亡）